# Muralto
Muralto est une commune suisse du canton du Tessin, située dans le district de Locarno, faisant partie de l'agglomération de Locarno et située sur les rives du lac Majeur le long de la route cantonale. Délimitée par les torrents Ramogna et Rabissale, elle était formée à l'origine de trois hameaux : Muralto, San Vittore et Burbaglio ; en 1881, Muralto se sépara d'Orselina.

## Histoire

### Origines

Muralto en 1925.

En 1936-1937 et en 1947, des recherches permirent la mise au jour d'une grande nécropole. Des fouilles de sauvetage (documentées) furent menées sur différents sites entre 1977 et 1989. On peut répartir les principales découvertes faites lors de ces recherches en quatre ensembles. Le premier comprend la nécropole, incomplètement fouillée, avec environ 300 tombes qui renfermaient un riche mobilier constitué de monnaies, de statuettes en terre cuite et d'objets en verre (Ier – IIe siècle apr. J.-C.). Le deuxième est composé de quelques boutiques et d'un complexe consacré à l'artisanat et au commerce (Ier siècle apr. J.-C.) ; l'endroit fut réaménagé au IIIe siècle pour accueillir une fabrique et un marché couvert avec des thermes, une forge, un four à verre et un dépôt de céréales, de quartz et de pierre ollaire. Un habitat, portant les traces d'un campement du Ier siècle av. J.-C. et comprenant des villages du Ier siècle apr. J.-C., forme le troisième ensemble ; enfin, le quatrième regroupe des réservoirs et des canaux d'amenée d'eau. Construit à un emplacement où il n'y avait probablement aucun établissement antérieur, le vicus de Muralto était situé au bord du lac et sur des terrasses naturelles traversées par de nombreux torrents. Il était protégé par des murailles et des canaux assuraient le ravitaillement en eau. Le site est réparti sur trois niveaux: la nécropole se situe sur la terrasse supérieure, les habitations sur celle inférieure, quelques boutiques ainsi que des ateliers artisanaux se trouvent entre les deux. Les dimensions du vicus permettent de supposer que Muralto était un lieu d'échanges commerciaux important entre les Alpes et la plaine du Pô qui étaient reliées par les voies navigables du lac Majeur, du Tessin et du Pô.
Le quartier commercial antique fut abandonné au début du Ve siècle, tandis que celui situé autour de l'église Saint-Victor s'est maintenu jusqu'à nos jours. Au Moyen Âge et à l'époque moderne, Muralto et Orselina formaient l'une des plus grandes vicinanze de la communauté de Locarno. Appelée vicinanza de Consiglio Mezzano, elle comprenait à l'origine les hameaux de montagne (squadra di Sopra, aujourd'hui Orselina) et ceux près du lac (squadra di Sotto et squadra di Basso comprenant Consiglio Mezzano, Muralto et Burbaglio).

### Depuis la création du canton du Tessin
En 1803, Muralto devint un hameau de la commune d'Orselina. Les dissensions entre le haut et le bas de celle-ci provoquèrent la scission de 1881, date à laquelle Muralto devint une commune autonome. Les communes bourgeoises des deux villages se scindèrent également en 1903 et en 1908.
À l'époque moderne, la vicinanza de Consiglio Mezzano détenait des biens dans la plaine de Magadino jusqu'à Contone. La communauté vivait surtout de l'agriculture et de l'élevage du petit bétail dans les hameaux situés sur les pentes de la montagne, de la pêche et de la navigation au bord du lac. Dans la première moitié du XIXe siècle, Locarno s'affirma comme centre régional, surtout au détriment d'Orselina : la concurrence du port de Locarno, construit en 1825-1826, fit perdre de l'importance à celui de Muralto. De même, la raffinerie de sel, qui se trouvait au bord du torrent Ramogna, fut supplantée par le dépôt édifié à Locarno en 1829.
Dans la seconde moitié du XIXe siècle, les quartiers situés au bord du lac virent se développer de nouvelles activités industrielles et touristiques, favorisées par la mise en service d'une gare ferroviaire en 1874. Dans les quartiers du haut, on continua à pratiquer une économie rurale traditionnelle. Muralto connut un développement industriel particulièrement intense et devint l'un des pôles les plus importants de la région ; des entreprises comme la brasserie Birreria Nazionale (1874), la filature Bacilieri (1886-1895) et quelques fabriques horlogères actives notamment entre la fin de la Première Guerre mondiale et le milieu du XXe siècle s'installèrent dans la commune. Muralto accueillit les premières infrastructures touristiques modernes de la région : le Grand Hôtel (construit en 1874-1876) et l'hôtel Reber (1886) ont été fermés en 2006 ; à la place du Park Hôtel (1894) a été bâti en 1986 un home pour personnes âgées. Première commune de la région à introduire l'éclairage électrique en 1893. Le cinéma Esperia fut inauguré en 1902. Entre 1888 et 1910, la population augmenta fortement, aussi à cause de l'arrivée de nombreux Suisses alémaniques. C'est dans ce contexte que furent réalisés une école allemande (ouverte de 1891 à 1994) et un temple réformé (1901) ; dès 1925, la communauté protestante bénéficia des services d'un pasteur.
Depuis le milieu du XXe siècle, Muralto est devenue une commune touristique et résidentielle qui dispose d'une salle polyvalente d'importance régionale. Le développement des constructions des années 1950 et 1960 a complètement transformé la structure urbaine de la commune, datant de la fin du XIXe siècle et caractérisée par de nombreuses villas entourées de parcs au pied de la colline. En 2000, un cinquième des habitants était de langue allemande et les trois quarts des emplois étaient occupés par des navetteurs. En 2005, le secteur tertiaire offrait environ 95 % des places de travail.

### Familles bourgeoises de la commune
Adamina, Balli, Buetti, Celesia, Devecis, Magoria, Mariotta, Muralti, Nessi, Nicora, Pera, Roberti, Scazziga, Stringa, Toma et Varini.

## Monuments

### Église

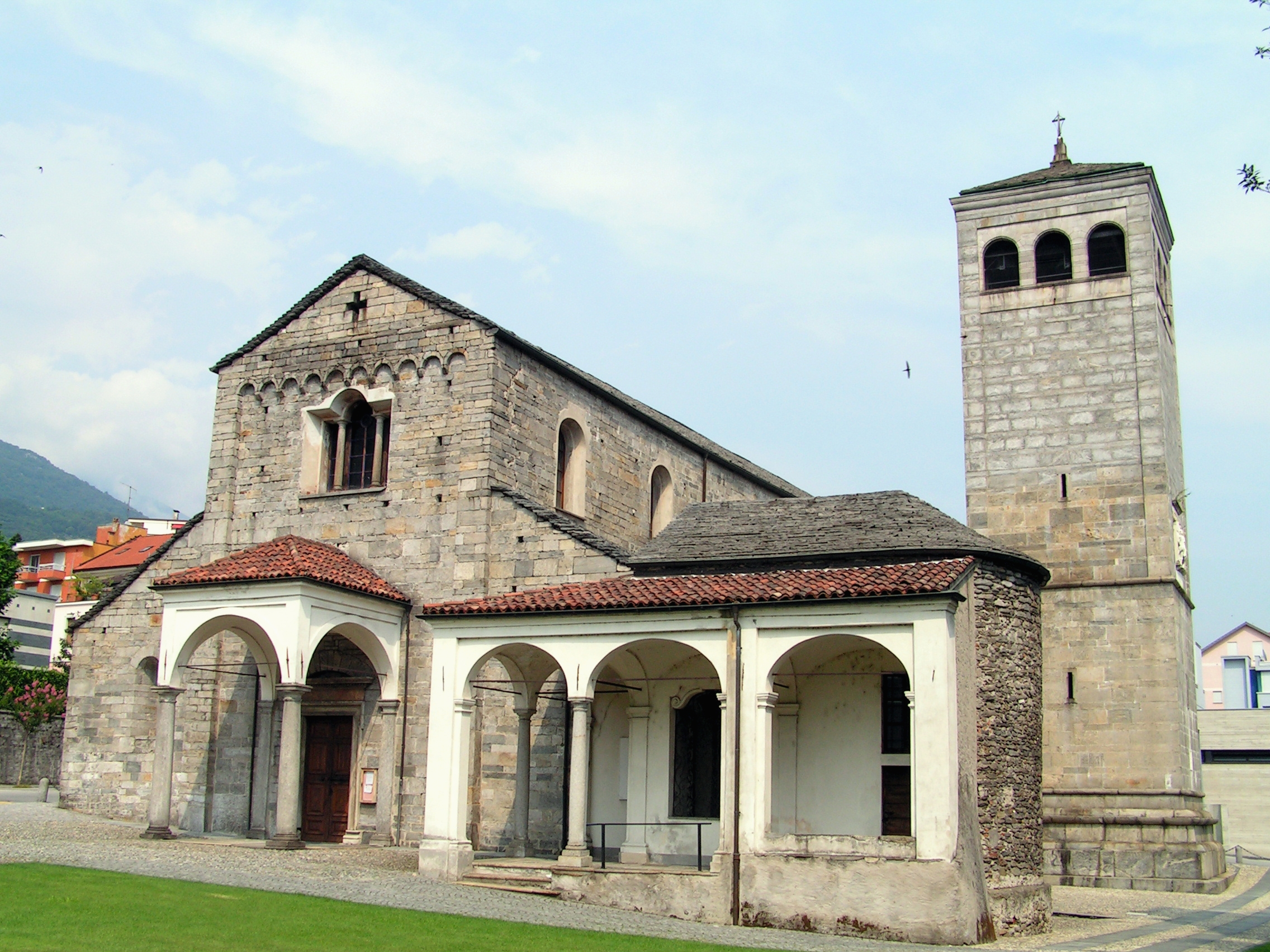
L'église catholique romaine Saint-Victor.

La première église Saint-Victor, dédiée à ce patron dès sa construction, fut édifiée aux Ve – VIe siècles sur les restes d'une villa romaine du Ier siècle. Église mère de la pieve de Locarno, elle fut le centre de diffusion du christianisme dans la région ; sa juridiction s'étendait sur tout le territoire de la pieve, y compris le val Maggia jusqu'au XVe siècle. Appelé aussi Saint-Victor de Locarno en raison de ses fonctions, l'édifice actuel fut construit entre 1090 et 1100. Il servit de collégiale jusqu'en 1816, lorsque Saint-Antoine de Locarno revendiqua ses prérogatives et acquit ses biens et ses droits ; Saint-Victor devint alors l'église de la commune d'Orselina (Muralto se sépara de Locarno et devint paroisse en 1926). Le chapitre de la pieve de Saint-Victor de Locarno (plebis Sancti Victoris de Locarno) est mentionné dès 1152, mais sa fondation remonte probablement au haut Moyen Âge ; les plus anciens statuts capitulaires conservés datent de 1487. Du XIIIe au XVe siècle, huit chanoines et un archiprêtre formaient le chapitre. Vers le milieu du XIIe siècle, l'église Saint-Victor (à trois nefs et pourvue d'une crypte) fut ornée par un intéressant cycle de peintures romanes, redécouvert lors des restaurations exécutées (au détriment de presque toutes les interventions du XIXe siècle) entre 1965 et 1984 ; aux XIVe et XVe siècles, on y réalisa quelques fresques gothiques, puis en 1857, elle fut décorée par Giacomo Antonio Pedrazzi et Giovanni Antonio Vanoni. Le campanile, construit entre 1524 et 1527 et surélevé en 1932, est orné d'un bas relief représentant saint Victor à cheval (1460-1462) qui se trouvait à l'origine dans le château des Visconti à Locarno. Dès 1745, on édifia l'ossuaire (chapelle des morts) attenant à l'église avec son petit porche. À côté de Saint-Victor se trouvait l'église Saint-Étienne : mentionnée en 1264 et remontant probablement au haut Moyen Âge, elle fut démolie en 1905 pour faire place au parc d'un hôtel.

### Château
Un château du haut Moyen Âge est cité à Muralto ; vers 1190, l'évêque de Côme l'avait donné en fief à Beltramo et Gaffo de Muralto Cette famille, qui possédait le titre de Capitanei, fit ensuite partie de la corporation des Nobles de Locarno. Le château fut détruit vers 1380; les quelques ruines dont on releva les traces à la fin du XIXe siècle appartenaient probablement à des constructions fortifiées réalisées par les Muralto au XVe siècle.

### Madonna del Sasso
La commune, avec celle d'Orselina, est connue pour abriter le sanctuaire du Mont Sacré de la Madonna del Sasso. Il s'agit sanctuaire marial de culte catholique romain tenu par les frères mineurs capucins.

## Personnalités liées à la commune
- Erich Fromm (1900-1980), psychanalyste.
- Diego Bianconi (1957-), peintre.
- Flavio Cotti (1939-2020), membre du Parti démocrate-chrétien Suisse.
- Danilo Mondada (1947-), architecte suisse, né à Muralto.
- Niele Toroni (1937-), artiste.
- Franz Schulz (1897-1971), écrivain et scénariste autrichien, mort à Muralto.
- Paul Klee (1879-1940), peintre, mort à Muralto.